# Cabreo

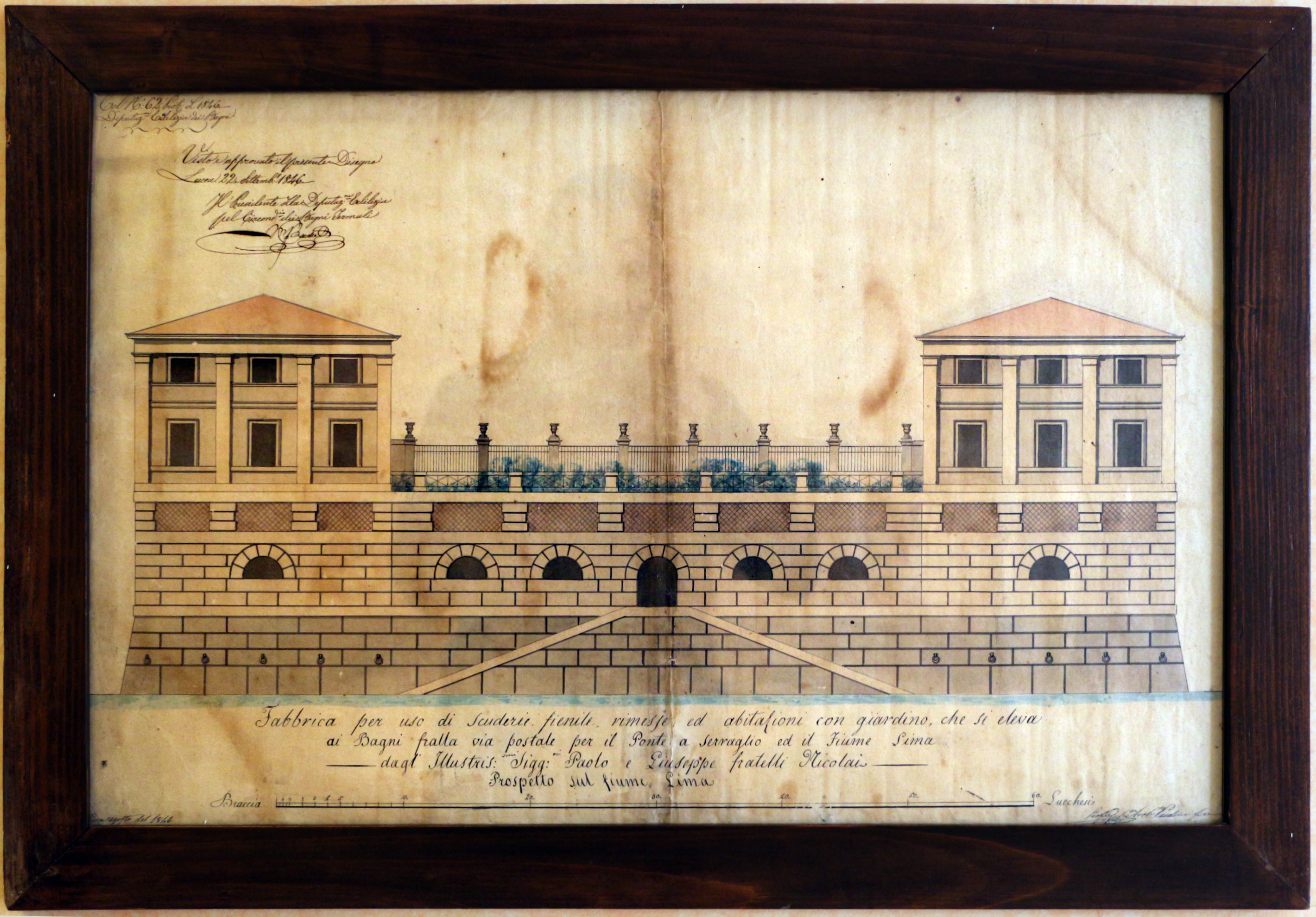
Un cabreo

Con la parola Cabreo (dal latino cabreum, capibrevium) si indicava in origine la raccolta fatta redigere da Alfonso XI (1311-1350) che enumerava i privilegi e le prerogative della monarchia nella Castiglia medievale.
In seguito, con il termine Cabreo si vennero ad indicare gli inventari dei beni delle grandi amministrazioni ecclesiastiche (ad es. i Cabrei dell'Ordine dei Cavalieri di Malta) o signorili e l'insieme dei documenti che li formavano: mappe, elenchi dei beni mobili ed immobili, dei diritti, delle servitù, del valore della proprietà, mappe delle singole particelle, ecc.
Dovevano essere aggiornati ogni 25 anni e depositati nell'archivio secondo gli statuti del Priorato Gerosolimitano, come attestato nel libro di Domenico Magri dal titolo "Notizia de' vocaboli ecclesiastici e de riti sacri" del 1669, p. 82 (cfr. in Google Books) e negli statuti dell'ordine del 1675 e del 1719 (cfr. in Google Books).
Nell'Italia meridionale, i Cabrei vennero denominati anche Platee. A volte prendevano il nome del proprietario dei beni (es. Cabreo dell'Ordine di Malta), altre volte quello del luogo dove si trovavano i beni stessi (es. Cabreo di Velletri, Cabreo della Tuscia).

## Gli agrimensori
I cabrei venivano commissionati da famiglie nobiliari, da enti ecclesiastici, da enti pubblici (Comuni), in parte per chiarire i confini dei propri possedimenti e i rapporti giuridici con gli altri (confinanti, eredi, istituzioni), in parte per impedire dispersioni ed usurpazioni dei beni inventariati.

La realizzazione dei Cabrei era affidata agli agrimensori (capomastri, architetti, e poi dal Settecento anche i geometri) che provvedevano a rilevare esattamente i confini di ogni bene e l'estensione di ogni proprietà, attraverso misurazioni effettuate con le antiche unità di misura italiane usate in loco. Si veda il volume sul catasto di Francesco Antonio Filonzi, "Pratiche matematiche divise in tre trattati" edito da Michelarchangelo Sartori nel 1775, p. 169 (cfr. in Google Books).
Alcuni Cabrei venivano redatti per atto pubblico: l'incarico era affidato ad un notaio, il quale si serviva di personale tecnico per le rilevazioni topografiche. Di solito, i notai si servivano di un regio compassatore, una sorta di perito agrimensore di nomina reale.

## Contenuto del cabreo
I cabrei erano formati da due serie di documenti:
- una parte descrittiva
- gli allegati (numerose tavole disegnate o acquerellate, alcune di grande bellezza, che riproducevano schematicamente i beni inventariati (chiese, terreni, palazzi, feudi, etc.) e talora le coltivazioni in atto nei fondi.

Nella parte descrittiva, spesso erano riportati anche unità di misura e prezzi e corrispettivi dei canoni annuali pagati ai proprietari, secondo le consuetudini locali dell'epoca. Attraverso questa documentazione, si può anche risalire alle famiglie contadine che gestivano i beni ecclesiastici, in quanto il Cabreo -oltre che fotografare la situazione del territorio, catalogava altresì tutte le transazioni e le cessioni dei beni, nonché i diritti insistenti su di essi (es. erbatico, legnatico, fungatico, usum aquae, ecc.).

## Età contemporanea
Oggi i cabrei costituiscono una delle più corpose e omogenee serie archivistiche di cui si disponga per documentare l'evoluzione del paesaggio urbano e rurale e per lo studio della storia del territorio se si considera, sino al Settecento, la generale carenza di fondi catastali.